# Регионална библиотека „Партений Павлович“ – Силистра
Регионална библиотека „Партений Павлович“ e библиотека и културна институция в град Силистра.
Библиотеката е създадена през 1870 година. През 2010 година се отбелязва тържествено 140 години от създаване на Библиотеката. Днес се помещава в централната част на града. Носи името на Партений Павлович.

## История
- На 29 юни 1870 г., на храмовия празник на църквата в гр. Силистра, учителя Сава Доброплодни държи слово за нуждата от създаване на читалище в града. Словото е отразено във в. „Турция“ от 3 август 1870 г. В резултат на това на 1 септември 1870 г. е основано читалище, което е наречено „Надежда“. Актът на създаване се удостоверява със съобщение във в. „Македония“, бр.80, 9 септември 1870 г. За името на читалището потвърждение има и от запазено удостоверение, издадено от него на 20 юли 1872 г. Събитието е отбелязано от Петко Р. Славейков, а за него пише и Любен Каравелов във в.“Свобода“, бр.42, 16 август 1870 г. Приет за използване в Силистра е типовия устав на българските читалища до Освобождението, в който е записано:

| „ | „§1. Читалището има за цел: а/ да доставя на читалищната публика средства за прочитане б/ да подпомага българската книжнина в/ да улеснява сиромашките ученици и въобще да разпространява образованието измежду народа в областта“ | “ |

- През 1872 г. за пръв път се споменава името на Цани Д. Зографски, наречен „библиат“ на читалището, който специално отговаря за библиотеката към него. За истинска библиотечна дейност може да се говори едва след 1883 г., когато е създадено дружество „Трендафил“. За библиотечните процеси се говори в съвременния им смисъл – изисквания към комплектуването на книгите и тяхното опазване, обслужване на читателите. Основа на библиотеката стават книгите, запазени от стари читалищни дейци, което обяснява наличието на сп. „Читалище“ от 1870 г. и 78 тома старопечатни книги във фонда на Регионална библиотека „Партений Павлович“. В края на 80-те години на ХІХ век в Силистра съществува общинска библиотека, за която няма сведения кога е основана. Печат на общината върху подарени на читалище „Доростол“ произведения на Любен Каравелов и публикация в „Училищен алманах“ от 1900 г. показват, че през 1887 г. библиотеката вече съществува и е на държавна издръжка.
- На 26 април 1896 г. група от 14 ентусиазирани младежи възстановяват дейността на читалището, като го именуват „Доростол“ на старото име на града. С оскъдните си средства наемат една стая и откриват читалня. Помещението не отговаря на никакви изисквания за читалня, фонда е беден, поддържа се предимно от дарения, но въпреки това с дейността си библиотеката скоро става културен център на града. За обзавеждане на библиотеката ръководството заема пари от някои търговци, но поради невъзможност да бъдат върнати сумите, читалището е изправено пред заплахата от разпродажба на имуществото. Ръководството на читалището намира изход в сливането на дружествената библиотека с тази при общината, като единствено условие е общината да изплати дълга му. Кметът Сава Бакалов дава съгласието си с единственото условие името на новия институт да бъде „Силистренско градско общинско читалище „Доростол“. Събитието е отбелязано във в. „Дружба“, бр.12 от 8 декември 1900 г. Библиотеката се премества в по-голямо помещение и общината поема издръжката на библиотекаря.
- На 12 януари 1907 г. официално е назначен за библиотекар Диоген Вичев, който завършва библиотечен курс в Плевен през 2011 г., където се запознава с десетичната класификация на Дюи. Книгите вече се обработват според изискванията и е въведена регистрация на постъпващите библиотечни единици. Регионална библиотека „Партений Павлович“ все още работи с първата инвентарна книга, започната през месец май 1913 г. В периода 1913 – 1940 г. Силистра попада под румънска окупация. Основна цел на властта става румънизирането на областта и дейността на библиотеката е полулегална, книгите се раздават скрито, а по-голямата част от фонда е разпиляна по частни къщи, крита в мазета и складове. През 1920 г. е създадено Българското културно общество, а през 1928 г. се възстановява и читалището под формата на библиотечна секция към него. След сключване на Крайовската спогодба от 7 септември 1940 г. читалище „Доростол“ предприема стъпки за легализирането си, като фокус на дейността му е библиотеката.
- В началото на 50-те години на ХХ век се обособяват два отдела – за възрастни и за деца. Изнасят се подвижни библиотеки извън сградата. В Дунавската градина се подрежда кът с периодични издания и книги, за чието обслужване се използват младежи-доброволци. В помощ на читателите е съставен азбучен заглавен каталог на книгите.
- През 1953 г. с Разпореждане на Министерството на народната просвета се извършва реорганизация на библиотечната мрежа. Създават се окръжните библиотеки, а с решение на читалищното ръководство в Силистра от 14 ноември същата година библиотеката става околийски методичен център. Водят се дневник на библиотеката, карта на читателя и книгата, разделители за каталозите и шкафчета за тях. През 1956 г. е извършена първата пълна проверка на книжния фонд, който възлиза на 24 409 библиотечни единици към началото на 1957 г. През 1958 г. е заведена и първата Книга за движение на библиотечния фонд.
- През 1959 г. в България вече има 27 вместо досегашните 12 окръга, в които се създават окръжни библиотеки. Имайки предвид богатата история на библиотеката при читалище „Доростол“ – Силистра и ролята ѝ в културния живот на града, Министерство на културата предлага на ръководството на града тя да прерасне в окръжна. Приема се решение за създаване на окръжна библиотека при читалище „Доростол“, като книжния фонд остава собственост на читалището, а средствата за нова литература, дейност и заплати на библиотекарите се поемат от Окръжния народен съвет, с изключение на два щата към читалището – за библиотекар и за прислужник. Библиотеката е преместена в нова сграда в центъра на града и започва да функционира напълно самостоятелно. На 20 януари 1970 г. е публикувано Постановление №2 на Министерски съвет за организиране на Единната библиотечна система в Народна република България и Основни правила за функционирането на Народна библиотека „Кирил и Методий“ и централните научни библиотеки като обща библиотечна организационна единица. Основните положения за статута на окръжните библиотеки залягат в изготвения през следващата година примерен Правилник, който ги определя като общодостъпни универсални научни библиотеки, основни книгохранилища в окръзите, архив на краеведската литература и местен печат, център на цялостното библиотечно обслужване на читателите териториален методичен ръководител. Въз основа на тези документи Окръжна библиотека – Силистра изработва своя структура и правилник и окончателно се отделя от читалище „Доростол“. Структурно се състои от отдел „Комплектуване, регистрация и обработка на книжния фонд“, звено „Обслужване на читатели“ – Заемна за възрастни, Обща читалня, Детски отдел и Читалня за деца, Справочно-библиографски отдел със сектор Краезнание и Методичен отдел.
- През 1987 г. Универсална научна библиотека „Партений Павлович“ минава на щат и бюджет към община Силистра и вече осъществява своите функции само на територията на общината. Статутът на библиотеката се изяснява от Постановление на Министерски съвет №19 от 31 януари 1996 г. за приемане на Наредба за статута и дейността на библиотеките и за взаимоотношенията в Националната библиотечна мрежа. В неговия чл. 2 е записано, че се „преобразуват окръжните библиотеки в регионални библиотеки като юридически лица на бюджетна издръжка към Министерството на културата със седалище съгласно приложението /Силистра е с пореден №19/ и с предмет на дейност: библиотечно-информационно обслужване; междубиблиотечно и международно библиотечно книгозаемане; поддържане архива на местния печат и краеведската литература; осъществяване на издателска и методическа дейност за библиотеките от съответния регион.“

## Дейност
Регионална библиотека „Партений Павлович“ гр. Силистра е най-голямата обществена библиотека в област Силистра и изпълнява функцията на водеща по отношение на библиотеките в региона. Тя събира, съхранява, разкрива и разпространява богатствата на българската книжовност и световната мисъл и култура на базата на рационално използване на традиционните и нови информационни и комуникационни технологии и в съответствие с принципите на спазване на човешките права. Библиотеката организира библиотечно-библиографското и информационно обслужване на територията на областта и обогатява своите универсални и специализирани библиотечни колекции. Основната ѝ функция е чрез библиотечните си ресурси и услуги да осигурява равнопоставен достъп до всички видове знание, информация и произведения на изкуството на всеки член на общността без оглед на възраст, пол, раса, религия, националност, език и социално положение. През 2006 г. Библиотеката стартира свой уеб сайт, разполагащ с рубрики с обществена информация и указател на 53 местни фирми и 147 неправителствени организации, като дава за тях адресна информация, такава за ръководството и предмета им на дейност.
През 2017 г. стартира „Библиотечен портал за достъп до информация за здравни и транспортни услуги в област Силистра“, а през октомври 2018 г. започва работа и Е-портал на паметта и знанието – маршрути на историческата памет, живото културно наследство и европейските знания, съдържащ фактографска информация за паметници, паметни плочи и фестивали в община Силистра.
Структурата на библиотеката е в четири основни направления: Комплектуване и организация на фондовете, Обслужване на читатели, Координация и експертно-консултантска дейност и Финанси и административно-стопански дейности.

## Услуги
- Заемане на библиотечни документи за дома
- Ползване на библиотечни документи в читалните зали на библиотеката
- Достъп до собствени традиционни и електронни бази данни
- Ползване на компютри и интернет за образователни и социални нужди
- Обучения и индивидуални консултации за работа с компютър, таблет и смартфон

## Статистика
В края на 2017 г. Библиотеката притежава 255 376 библиотечни единици, има 2480 регистрирани потребители, които са я посетили физически 58 613 пъти. Виртуалните посещения са 192 440, от които 116 450 са през сайта на Библиотеката, а 75 990 – през социалните мрежи.74 656 библиотечни документа са заети за дома или в читалните зали. В електронния каталог на библиотеката има 116 214 записа, 2150 от които са придружени от сканиран обект (корица, съдържание или пълен текст).